# Iota Canis Majoris
Iota Canis Majoris (20 Canis Majoris) é uma estrela na direção da constelação de Canis Major. Possui uma ascensão reta de 06h 56m 08.23s e uma declinação de −17° 03′ 15.3″. Sua magnitude aparente é igual a 4.36. Considerando sua distância de 3075 anos-luz em relação à Terra, sua magnitude absoluta é igual a −5.51. Pertence à classe espectral B3Ib/II. É uma estrela variável β Cephei.